# Kivijärvi (sjö i Finland, Södra Karelen, lat 61,45, long 29,37)
Kivijärvi är en sjö i Finland. Den ligger i kommunen Rautjärvi i landskapet Södra Karelen, i den sydöstra delen av landet, 270 km nordost om huvudstaden Helsingfors. Kivijärvi ligger 68,7 meter över havet. Den är 12,57 meter djup. Arean är 1,18 kvadratkilometer och strandlinjen är 8,91 kilometer lång. Sjön  ingår i Hiitolanjokis huvudavrinningsområde.   Den ligger vid sjön Simpelejärvi. I omgivningarna runt Kivijärvi växer i huvudsak blandskog.
I övrigt finns följande i Kivijärvi:
- Matinsaari (en ö)
- Juhonsaari (en ö)